# I Could Have Loved You
«I Could Have Loved You» es un sencillo del dúo británico Lighthouse Family publicado en 2002 dentro del álbum recopilatorio Greatest Hits y publicado de nuevo un año después sin alcanzar las listas de ventas mundiales. La canción fue producida por Mike Peden.

## Posicionamiento
| #            | Título                                   | Duración |
| ------------ | ---------------------------------------- | -------- |
| UK CD single |                                          |          |
| 1.           | "I Could Have Loved You" (Álbum Versión) | 3:59     |
| 2.           | "End of the Sky" (Phil Bodger Mix)       | 4:58     |
| 3.           | "Lifted" (Linslee 7" Mix)                | 4:00     |
| 4.           | "I Could Have Loved You" (Music Video)   |          |

- Datos: Q5976712